# César Julien Jean Legallois
César Julien Jean Legallois est un médecin français, né à Cherrueix, près de Dol (Bretagne), en 1774, mort en 1814. 
Il fit ses premières études médicales à Caen, où il resta jusqu’en 1793. À cette époque, il prit les armes en faveur des fédéralistes contre le parti révolutionnaire. Obligé de se cacher après la défaite de ses coreligionnaires politiques, il vint à Paris se perdre au milieu de la foule des étudiants en médecine. Mais, dénoncé par l’un d’eux, il ne se présenta pas moins au jury d’examen pour l’administration des poudres et salpêtres, subit ses épreuves avec succès et fut envoyé dans son département pour y diriger la fabrication de la poudre. Lorsque l’École de santé fut créée, Le Gallois obtint la faveur d’y être envoyé comme élève par son district. Reçu docteur en 1801, il s’établit à Paris, et fut nommé, en 1813, médecin de Bicêtre.

## Œuvres
Parmi les œuvres de Le Gallois, nous citerons ses expériences sur le principe de la vie, qu’il publia sous ce titre : Expériences sur le principe de vie, notamment sur celui des mouvements du cœur, et sur le siège de ce principe, suivies du rapport fait à ta première classe de l’Institut sur celles relatives aux mouvements du cœur (Paris, 1812, in-8°) ; Recherches chronologiques sur Hippocrate (Paris, 1804, in-8°) ; Recherches sur la contagion de la fièvre jaune (Paris, 1805, in-8°) ; Le sang est-il identique dans tous les vaisseaux qu’il parcourt ? (1801, in-8°), etc. Enfin, ce savant a inséré un grand nombre d’articles et de mémoires dans divers recueils, notamment dans le Dictionnaire des sciences médicales.

## Famille
Son fils, Eugène Legallois, né à Paris en 1804, mort en 1831, fut interne des hôpitaux, se fit recevoir docteur en 1828, et succomba, en revenant de Pologne, où il était allé étudier le choléra. Nous avons de lui : Mémoire sur la vaccine (1825, in-8°) ; Expériences pour s’inoculer la variole après avoir être vacciné (1820, in-8°) ; Observation du cancer de la verge (Revue médicale, 1830) ; Lettre sur le choléra-morbus (Revue médicale, 1834).

## Source
« César Julien Jean Legallois », dans Pierre Larousse, Grand dictionnaire universel du XIXe siècle, Paris, Administration du grand dictionnaire universel, 15 vol., 1863-1890 [détail des éditions].